# قيس (وادي المعاول)
قيس منطقة سكنية تقع في ولاية وادي المعاول، التابعة لمحافظة جنوب الباطنة في سلطنة عمان. يقدر عدد سكانها بـ 5 نسمة حسب إحصاء عام 2010 التابع للمركز الوطني للإحصاء والمعلومات الحكومي. رمز المنطقة هو 70430282.

## الوصلات الخارجية
- المركز الوطني للإحصاء والمعلومات، سلطنة عمان